# Dasyhelea atrostriata
Dasyhelea atrostriata är en tvåvingeart som beskrevs av Maurice Emile Marie Goetghebuer 1933. Dasyhelea atrostriata ingår i släktet Dasyhelea och familjen svidknott.
Artens utbredningsområde är Kongo. Inga underarter finns listade i Catalogue of Life.